# 神奈川東部方面線
神奈川東部方面線（かながわとうぶほうめんせん）は、鉄道建設・運輸施設整備支援機構（鉄道・運輸機構）が整備主体となり、相模鉄道本線西谷駅から東海道貨物線横浜羽沢駅付近を経由して東急電鉄東横線・目黒線日吉駅までを結ぶ鉄道路線計画の名称。

## 概要

神奈川東部方面線の計画図

神奈川東部方面線は2000年（平成12年）運輸政策審議会答申第18号に基づく路線であり、都市鉄道等利便増進法の速達性向上事業として整備が進められている路線である。鉄道建設・運輸施設整備支援機構（鉄道・運輸機構）が鉄道施設を建設・保有し、相模鉄道（相鉄）および東急電鉄（東急）が営業を行う。鉄道・運輸機構による事業名称は、西谷駅 - 横浜羽沢駅付近が相鉄・JR直通線、横浜羽沢駅付近 - 日吉駅が相鉄・東急直通線である。2019年（令和元年）11月30日に相鉄・JR直通線が開業し、東日本旅客鉄道（JR東日本）との相互直通運転を開始した。相鉄・東急直通線は2023年（令和5年）3月18日に開業し、東急東横線および東急目黒線と相互直通運転を開始した。横浜市西部および神奈川県央部と東京都心部が直結し、広域鉄道ネットワークの形成と機能の高度化による、所要時間の短縮や乗換回数の減少など、鉄道の利便性向上とともに、新幹線へのアクセスの向上が期待される。なお、営業主体である相鉄および東急は、2018年12月に西谷駅 - 新横浜駅間の路線名称を相鉄新横浜線、新横浜駅 - 日吉駅間の路線名称を東急新横浜線と発表している。以降、本記事では原則として鉄道・運輸機構の事業名称を用いて記述する。

## 建設に至る経緯
1966年（昭和41年）7月の都市交通審議会答申第9号にて、検討すべき路線として、6号線：東京方面 - 勝田（港北ニュータウン） - 二俣川 - 湘南台 - 平塚が位置付けられた。勝田で高速鉄道（地下鉄）3号線（本牧 - 山下町 - 伊勢佐木町 - 横浜 - 新横浜 - 勝田）と4号線（鶴見 - 末吉橋 - 綱島 - 勝田 - 元石川間）に、湘南台で1号線（伊勢佐木町 - 上大岡 - 戸塚 - 湘南台間）と連絡する予定であった。その後、 1972年（昭和47年）3月の都市交通審議会答申第15号にて、東京6号線（都営三田線）の検討区間として清正公前 - 港北ニュータウン方面が位置づけられた。二俣川 - 平塚間については、事業主体が決定していなかったところ、相鉄が免許を取得し、1976年（昭和51年）から1999年（平成11年）にかけていずみ野線として二俣川 - 湘南台間を開通している。湘南台 - 平塚間については現在も相鉄が延伸免許を保持しているが、実現する見通しは立っていない。

### 神奈川県による羽田空港アクセス、東海道貨物線旅客化構想
一方、1981年（昭和56年）12月に神奈川県知事、横浜市長、川崎市長が3首長懇において、新横浜 - 川崎 - 羽田空港の新線構想に合意したと発表した。
1983年（昭和58年）8月に神奈川県が発行した『神奈川の交通体系の将来構想―交通需要管理による地域交通を求めて―』において、先述の羽田アクセスのための新線建設はあまりにも膨大な建設費が必要で実現は困難が予想されるとした。そこで、羽田アクセスのための公共交通機関の整備ルート案として「東海道貨物専用線活用ルート」と「京浜急行羽田空港線延伸ルート」の2案が示された。このうち、「東海道貨物専用線活用ルート」は相鉄駅 - 横浜羽沢 - 新横浜間に新線を建設するとともに、横浜羽沢 - 羽田 - 羽田空港ターミナル間は貨物専用線の旅客化と新線建設を行うことで新横浜 - 羽田空港ターミナル間を約25分程度で接続するという案であった。
さらに新幹線連絡線として相鉄駅 - 新横浜 - 大倉山間に新線を建設し、相鉄から東横線への乗り入れを行うという構想も示されていた。なお、新幹線連絡線は鶴ケ峰 - 新横浜 - 大倉山間9 kmとされていたが事業主体は未定であった。
また、1980年代は国鉄の貨物輸送のシェアが低下傾向にあったことから、東海道貨物線を旅客線として併用化する検討も行われた。この検討では計画名を「神奈川なぎさレーン（仮称）」とし、小田原 - 羽田 - 新新橋（仮称）ルートおよび小田原 - 品鶴線 - 山手線ルートについて3段階で旅客併用化を行うとされた。第1段階の「当面の計画」では、小田原 - 羽田 - 新新橋（仮称）ルートについて、主要駅への接続や貨物駅の旅客駅化を図るとともに羽田空港アクセスへ活用し、ラッシュ時は10本程度を運行する。第2段階の「中期計画」では小田原 - 新新橋（仮称）ルートに加えて、小田原 - 品鶴線 - 山手線ルートを開業し、ラッシュ時は各ルートそれぞれ6本程度を運行する。第3段階の「長期計画」ではさらなる駅の増設や快速運転の実施が盛り込まれていた。なお、品鶴線 - 山手線ルートの停車駅としては、羽沢（仮称） - 大口（仮称）- 鶴見 - 新川崎 - 夢見崎（仮称）- 大崎 - 恵比寿 - 渋谷 - 新宿が計画されており、さらに赤羽方面および通勤新線（埼京線）との直通運転が想定されていた。

### 運輸政策審議会答申第7号に基づく計画
このような背景を踏まえて、 1985年（昭和60年）7月の運輸政策審議会答申第7号において、「二俣川から新横浜を経て大倉山・川崎方面へ至る路線の新設」として、二俣川 - 鶴ケ峰 - 上菅田町 - 新横浜 - 大倉山、新横浜 - 下末吉 - 川崎が位置づけられた。また、検討路線として川崎 - 臨海部方面が位置づけられた。さらに、「東京急行電鉄東横線の複々線化および目蒲線の改良」として東横線 大倉山 - 多摩川園間の複々線化と目蒲線 多摩川園 - 目黒間の改良、「東京6号線（現 都営地下鉄三田線）および東京7号線（現 東京メトロ南北線）と目黒駅において相互直通運転を行なう」ことが示された。
1997年（平成9年）2月21日に二俣川 - 大倉山間で東海道貨物線の羽沢駅に接続させ、新横浜 - 川崎間を中止する案が、横浜市議会で議論されたが、この時は採用されなかった。翌1998年（平成10年）4月には羽田アクセス協議会が神奈川東部方面線協議会に名称変更した。

### 2000年以降の動き
2000年（平成12年）1月の運輸政策審議会第18号答申において「神奈川東部方面線（仮称）」として、二俣川 - 新横浜 - 大倉山に路線を新設し、大倉山駅において東京急行電鉄東横線と相互直通運転を行うとされた。相鉄は当初、神奈川東部方面線という計画について、ターミナルである横浜駅の乗客が減少するという致命的な理由を始めとするいくつかの問題点からこの計画に乗り気ではなかった。しかし、少子高齢化による乗客数の減少という将来を見据えて考えを一転させ、東京都心および埼玉県方面への乗り入れに対して意欲的な姿勢をとるようになった。そして、2004年9月、路線の利便性を高めるために西谷-羽沢間に新線を建設し、横浜駅を経由しない形でのJRとの直通運転計画が公表される。
2005年（平成17年）に都市鉄道等利便増進法が成立し、「速達性向上事業」による整備が可能となった。「速達性向上事業」は受益活用型上下分離方式を都市鉄道の整備方式として初めて導入した制度である。事業費の負担は国および地方公共団体からの補助金としてそれぞれ3分の1、残り3分の1は整備主体による借入金である。営業主体は受益の範囲内で整備主体に施設使用料を支払い、列車を運行する。整備主体は営業主体が支払う施設使用料を借入金の償還に充てる。これにより、鉄道事業者が莫大な新設建設費を直接負担することなく新線を整備することが可能となった。
2004年9月に公表された相鉄とJRの計画は、神奈川県や横浜市が計画していた「神奈川東部方面線」に近いものであったが、交通結節点の新横浜駅を経由しないため、新たな計画が実現した場合に期待される効果は、県央部から都心への時間短縮効果のみであった。そのため、県や市は「そのままの計画では効果が薄い」として計画に介入を行い、相鉄・JR東日本両社が実施する予定であった記者会見も中止された。
さらに、この計画が実現すれば、横浜駅で相鉄から東横線に乗り換えて東京都心へと向かう乗客をJRに奪われることを危惧した東急が2005年度末頃から計画に参加することになる（東急は2001年から東横線 渋谷 - 横浜間の全区間においてJR湘南新宿ラインと完全に競合している）。その結果、相鉄とJRの直通運転の計画を据え置きつつ、さらにこれを延伸するという形で、費用は増えるものの新横浜駅を経由した東急との直通運転も行うということで得られる効果がより多い「神奈川東部方面線」として整備して行くこととなり、相鉄はJR東日本・東急双方と相互直通運転を行うことが確定した。
なお、第7号答申および第18号答申に基づき、目蒲線は多摩川駅で分割されて目黒線となり、2000年（平成12年）に三田線および南北線と相互直通運転を開始した。2008年（平成20年）までに東横線 多摩川駅 - 日吉駅間の複々線化工事が完了し、日吉駅まで目黒線が乗り入れている。

### 年表
- 2000年（平成12年）1月27日：運輸政策審議会答申第18号において、神奈川東部方面線として二俣川 - 新横浜 - 大倉山間が位置づけられる。
- 2004年（平成16年）9月：相鉄が西谷 - 羽沢間の新線建設と羽沢でのJR相互直通（相鉄・JR直通線）構想を公表[12]。
- 2005年（平成17年）5月：「都市鉄道等利便増進法」成立
- 2006年（平成18年）
  - 5月25日：都市鉄道等利便増進法に基づく、鉄道・運輸機構による相鉄・JR直通線、相鉄・東急直通線の整備構想[報道 4]および相鉄、東急による相鉄・JR直通線、相鉄・東急直通線の営業構想[報道 5][報道 6]の認定の申請。
  - 6月9日：鉄道・運輸機構による相鉄・JR直通線の整備構想[報道 7]および相鉄による相鉄・JR直通線の営業構想[報道 8]を国土交通省が認定する[14]。
  - 6月23日：鉄道・運輸機構による相鉄・東急直通線の整備構想[報道 9]および相鉄、東急による相鉄・東急直通線'の営業構想[報道 10][報道 11]を国土交通省が認定する[14]。
  - 8月31日：鉄道・運輸機構および相鉄が相鉄・JR直通線の速達性向上計画を申請する[報道 12]。
  - 11月21日
    - 鉄道・運輸機構および相鉄、東急が相鉄・東急直通線の速達性向上計画を申請する[報道 13]。
    - 相鉄・JR直通線の速達性向上計画を国土交通省が認定する[報道 14][14]。
- 2007年（平成19年）4月11日：相鉄・東急直通線の速達性向上計画を国土交通省が認定する[報道 15][14]。
- 2009年（平成21年）10月20日：相鉄・JR直通線の工事施工認可を国土交通省から受ける。
- 2010年（平成22年）
  - 3月15日：西谷 - 羽沢間の都市計画決定（横浜国際港都建設計画都市高速鉄道第6号相鉄・JR直通線）。
  - 3月25日：相鉄・JR直通線の起工式が行われる。
- 2012年（平成24年）10月5日
  - 羽沢駅 - 日吉駅間の都市計画決定（横浜国際港都建設計画都市高速鉄道第7号相鉄・東急直通線）。
  - 相鉄・東急直通線の工事施工認可を国土交通省から受ける[報道 16][報道 17]。
- 2013年（平成25年）4月23日：鉄道・運輸機構が相鉄・JR直通線の開業時期の延期（2018年度内開業）を発表した[15]。
- 2016年（平成28年）8月26日：鉄道・運輸機構が相鉄・JR直通線を2019年度下期へ、相鉄・東急直通線を2022年度下期へ、それぞれ開業時期の再延期を発表[16]。
- 2018年（平成30年）
  - 12月13日：西谷駅 - 新横浜駅間の路線名称が相鉄新横浜線、新横浜駅 - 日吉駅間の路線名称が東急新横浜線と発表される[報道 2][報道 3]。
  - 12月31日：一部報道において、相鉄・JR直通線が2019年12月開業で調整していることが明らかになる[17]。
- 2019年（平成31年・令和元年）
  - 3月28日：相鉄・JR直通線の開業日が2019年11月30日と発表された[報道 18][報道 19]。
  - 11月30日：相鉄・JR直通線が開業し、相鉄とJR線との相互直通運転を開始。羽沢横浜国大駅が開業[1]。
- 2022年（令和4年）
  - 1月27日：相鉄・東急・東京メトロ・都営地下鉄・埼玉高速鉄道・東武・西武が共同で、相鉄・東急直通線は2023年3月に開業予定であり、相鉄本線・相鉄いずみ野線・東急東横線・東急目黒線・東京メトロ副都心線・東京メトロ南北線・都営地下鉄三田線・埼玉高速鉄道埼玉スタジアム線・東武東上線が相互直通運転を行うと正式発表された[報道 20][報道 21]。10両編成・8両編成は全区間で運行される一方、東急新横浜線区間（日吉 - 新横浜間）に限り、一部6両編成も運行される予定である。このうち相鉄との相互乗り入れは東急のみで、東京メトロ・都営地下鉄・埼玉高速鉄道との間は、当面の間は相鉄からの片乗り入れ（一部列車に東急車も使用）となり、東武との間とは両社および東京メトロの車両は運用せず、東急車のみを使用して乗り入れる。なお、西武は相鉄・東急直通線への乗り入れは行わず、従来通り横浜方面への相互直通運転のみ行われる[18]。
  - 12月16日：相鉄・東急直通線の開業日が2023年3月18日と発表された[報道 1][報道 22]。
- 2023年（令和5年）
  - 3月18日：相鉄・東急直通線が開業（相鉄新横浜線・東急新横浜線が全線開業）し、相鉄と東急との相互直通運転を開始。新横浜駅と新綱島駅が開業。

## 相鉄・JR直通線

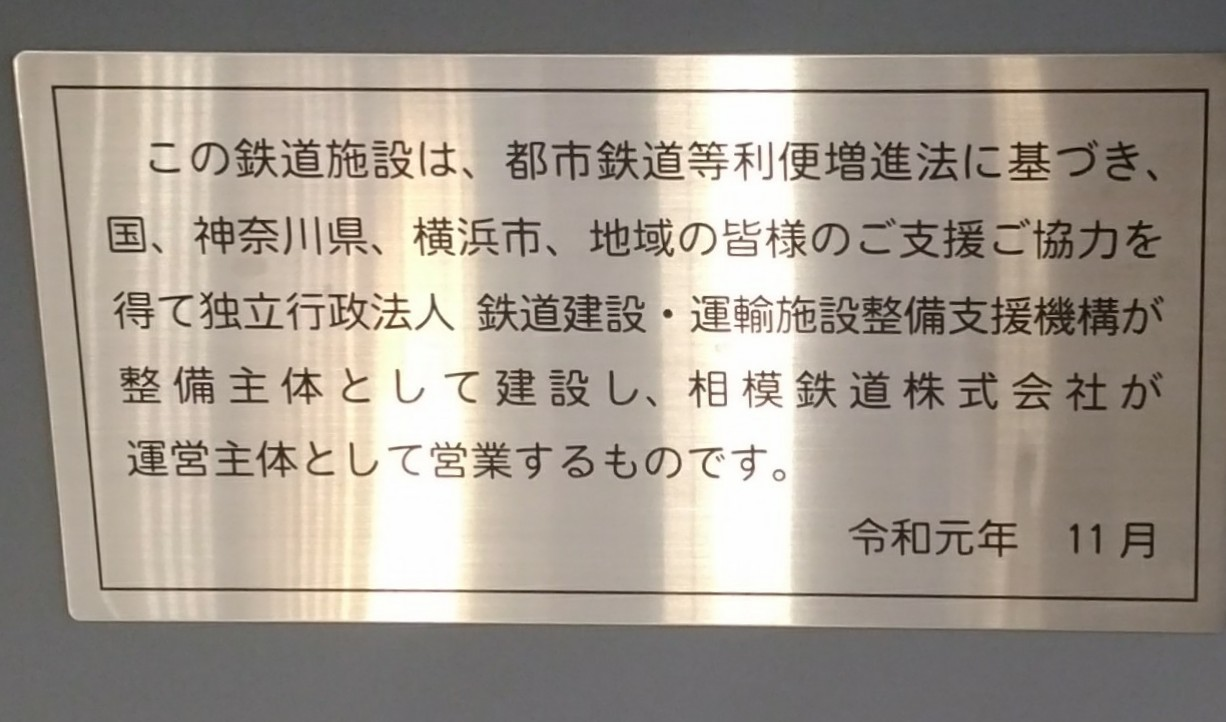
羽沢横浜国大駅の銘板

2006年（平成18年）5月に、都市鉄道等利便増進法に基づく「相鉄・JR直通線」の整備主体である鉄道・運輸機構による整備構想の申請、営業主体である相鉄による営業構想が申請が行われ、6月に認定された。同年11月に速達性向上計画が認定された。
相鉄・JR直通線の事業内容は、相鉄本線西谷駅からJR東海道貨物線横浜羽沢駅付近まで約2.7 kmの連絡線と羽沢駅（仮称）を新設するほか、相鉄線内での速達性向上等のための追越施設として瀬谷駅下り待避線の新設、JR線と相互直通運転を行うための相鉄線内の鉄道電気施設等の整備である。追越施設は当初大和駅に設置することも検討されたが、地下駅であり大規模な工事が必要なことや瀬谷駅が2面3線の駅であったことなどから、最終的に瀬谷駅に設置された。2009年（平成21年）10月に工事施工認可を受け、当初は2015年（平成27年）4月の開業を予定していたが、多くの貨物列車が通過する横浜羽沢駅付近での工事に当初の想定より時間を要したことなどにより、開業予定が2018（平成30）年度内に変更されたが、その後さらに延期され2019（平成31）年度下期となった。新設区間の大部分が地下トンネルであり、西谷駅と羽沢横浜国大駅を結ぶ延長約1,446 mの西谷トンネルでは、都市トンネルでは初のSENSとよばれる工法が採用された。
2019年（令和元年）11月30日に相鉄・JR直通線が開業した。貨物駅である横浜羽沢駅に隣接して羽沢横浜国大駅が開業し、JR線との相互直通運転を開始した。

### 品川・東京方面・上野東京ラインへの乗り入れ検討
相鉄では2013年（平成25年）12月より、神奈川県や横浜市の要請もあり、新宿駅乗り入れとは別途、東海道線品川駅以北・上野東京ラインを介した宇都宮線・高崎線・常磐線方面への乗り入れも検討していることが発表された。
また、2016年（平成28年）9月には、横浜市長の林文子などが、品川 ・東京方面および上野東京ラインへの乗り入れの具体的な検討を相鉄とJR東日本に対して要請する考えを示していたが、2018年（平成30年）12月11日に開催された横浜市議会の答弁で、接続する横須賀線等の運行が高頻度および路線の設備上、多方面へ向かう運行本数の確保が困難であるのを理由に、開業当初は渋谷・新宿方面および前述の埼京線・川越線への列車のみを設定し、当面の間、川崎駅経由の品川・東京および上野東京ライン方面への列車設定は行われないことを明らかにした。なお現在、相鉄は10両・8両（社線内のみ）だが、JR東日本の上野東京ライン関連は東海道線・宇都宮線・高崎線がグリーン車込みの10両・15両、横須賀線・総武快速線がグリーン車込みの11両・15両、常磐線快速（直流区間内完結）がグリーン車なし10両・15両、常磐線快速・特別快速（茨城県方面直通）がグリーン車込みの10両・15両になっている。
2019年11月30日には、神奈川県鉄道輸送力増強促進会議の要望書に「現時点では新宿方面以外への運行の予定はございませんが、開業後のご利用状況を見極めてまいります。」と回答しており、開業後の利用者数次第で引き続き、JR東日本に検討を要望していくことに含みを持たせている。
当線の上り列車の経路（西大井→大崎方向）は横浜方面からの湘南新宿ラインの上り列車と同様に旧蛇窪信号場で横須賀線の下り列車の経路（品川→西大井方向）と平面交差しており、このことがダイヤ作成上の制約となっている。以前より交差支障の問題を解消するために大崎短絡線が検討されていて、神奈川東部方面線事業の関連事業にも含まれているが、2007年以降、具体的な動きはない。

## 相鉄・東急直通線

相鉄新横浜線と東急新横浜線の路線図

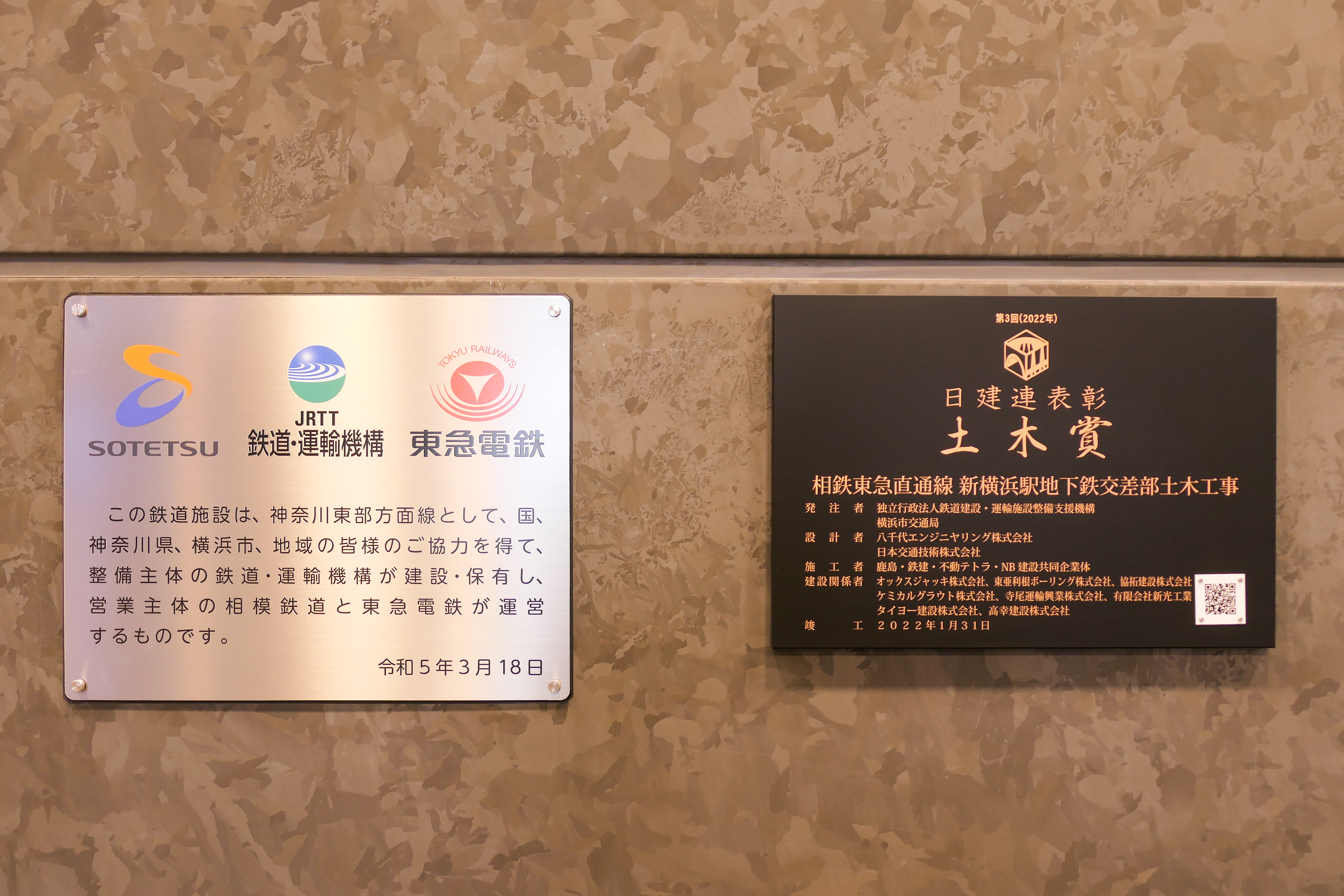
新横浜駅の銘板（左側）

2006年（平成18年）5月に、都市鉄道等利便増進法に基づく「相鉄・東急直通線」の整備主体である鉄道・運輸機構による整備構想の申請、営業主体である相鉄および東急による営業構想の申請が行われ、6月に認定された。翌2007年（平成19年）4月に速達性向上計画が認定された。
相鉄・東急直通線の事業内容は、相鉄・JR直通線の羽沢横浜国大駅から東急線日吉駅付近まで約10.0 kmの連絡線と新横浜駅および新綱島駅を新設するほか、直通線開業後に相鉄本線横浜方面への列車本数を確保するための西谷駅付近引上げ施設の新設、相鉄線と東急線が相互直通運転を行うための相鉄線内および東急線内における鉄道電気施設等の整備である。当初の計画では羽沢 - 鶴見川付近で地下式、鶴見川 - 日吉付近では東横線との二層高架構造を検討していたが、綱島駅付近のルートを東横線綱島駅から綱島街道東側に駅位置を変更し地下化する計画変更を行った。羽沢横浜国大駅と新横浜駅を結ぶ延長約3,515 mの羽沢トンネルでは、SENSが採用され、西谷トンネルで使用されたシールドマシンが転用される。新横浜駅は延長約326 mで地下4階に2面3線構造で、新綱島駅は延長約245 mで地下4階に1面2線構造で建設される計画である。当初は2019年（平成31年）4月の開業を予定していたが、用地取得の遅れや新綱島地区での地質不良、鶴見川直下でのトンネル掘削遅れなどに伴い開業予定が2022（令和4）年度下期に変更された。
2022年（令和4年）1月24日に、整備主体である鉄道・運輸機構、営業主体である相模鉄道および東急電鉄は相鉄・東急直通線について、2023年（令和5年）3月の開業を予定していることを発表し、同年12月16日に2023年（令和5年）3月18日に正式決定したと発表した。

### 整備効果
相鉄・東急直通線開業後の整備効果としては、横浜市西部および神奈川県県央部から都心部への速達性向上や乗り換え回数の削減、新幹線駅である新横浜駅へのアクセス向上が見込まれる。
2022年3月時点での鉄道・運輸機構による時間短縮効果の試算では、二俣川駅 - 目黒駅間が54分から16分短縮されて38分、海老名駅 - 目黒駅間が69分から15分短縮されて54分、大和駅 - 新横浜駅間が42分から23分短縮されて19分、湘南台駅 - 新横浜駅間が49分から26分短縮されて23分となる。また、相鉄線および東急線沿線から新横浜駅へ乗り換えなしでアクセスすることが可能となり、大和駅 - 新横浜駅間は相鉄線経由で42分から23分短縮されて19分、渋谷駅 - 新横浜駅間は東横線経由で41分から11分短縮されて30分となる。

## 各事業者での対応
各鉄道事業者では直通運転に際し、以下の対応を実施もしくは計画している。

### 相鉄
- 線内の信号システムをJRと同じATS-Pに変更した。
- JR東日本線への直通対応車として12000系を投入した[36][37]。	
  - 当初は11000系に、ATACSの取り付けなどの直通対応改造を行う計画[38][39]であったが、保安装置の改造費用を理由に、11000系の対応工事計画を中止し、JR東日本への直通は12000系のみで行うこととなった[40]。
- 東急線・三田線・南北線への直通対応車として「相互直通運転における目黒線・南北線・三田線・埼玉高速鉄道線・相鉄線との直通車両申し合わせ事項」に準拠した20000系（東急線直通用10両編成で8両編成への組み換えも可能）と21000系（東急目黒線直通用8両編成）[41]を投入する[42][43][37][44][45][46]。
  - 20000系は落成時点で相鉄以外の保安設備は搭載していなかったが、その後東急・東京メトロについては搭載を完了し、東武など他社の保安装置を搭載するスペースが確保されている[43]。21000系は東急線用および都営地下鉄・東京メトロ・埼玉高速鉄道用のものを落成当初より搭載しており、後述のように2021年10月に東急目黒線と都営地下鉄三田線に、さらに東京メトロ南北線と埼玉高速鉄道埼玉スタジアム線に入線試験を実施した。

### JR東日本
- 埼京線・川越線のE233系7000番台を増備、既存編成の直通対応工事を行って乗り入れを開始した。ただし、東急などとは異なり、JR東日本車は通常では横浜 - 西谷間には入線しない。

### 東急
- 3020系を投入し[注 5]、目黒線用の編成を3編成増備している[報道 23]。
- 目黒線の各駅で8両編成対応工事を行い、既存編成（3000系13編成並びに5080系10編成）についても相鉄直通対応工事を実施した上で2両増結して8両で統一する[報道 23]。このうち5080系の中間車は、元々6000系の中間車だった2両を5080系に編入の上で連結する予定の車両を含めて、一部の車両が落成し、2021年10月26日より28日に掛けて搬入された[47]。また、3000系への増結用の中間車についても製造が順次行われている。8両編成の車両は2022年4月より運行を開始した[48]。これとは別に、東横線所属の5050系4000番台にも順次相鉄直通対応工事を施行している（5000系・5050系8両編成は相鉄新横浜線に直通しない[48]）。
- 東横線でも、東急・相鉄新横浜線との直通運転を実施。[報道 20]また2023年2月17日に相鉄が自社のホームページで発表した開業時の時刻表によると、全日で横浜駅発着列車、すなわち直通区間外の横浜 - 西谷間を運転する一部運用にも東急車を使用している[49]。
- 東急新横浜線は8両編成と10両編成の列車に加え、一部6両編成の列車も運行されている。ただし6両編成の列車は相鉄新横浜線まで運行されず[報道 20]、新横浜駅での折り返しである。

### 都営地下鉄
- 三田線の各駅で8両編成対応工事を行うとともに、8両編成の6500形を投入した[50][51][52]。
  - 同局の中期経営計画2016の中で6300形を2022年度までに9編成を新型車両6500形に更新することが発表された[53]。その後、2018年度の調達予定では、6300形1・2次車の編成数と同じ13編成104両が計画に盛り込まれた[54]。この新型車両は8両編成となり[51]、13編成全編成が近畿車輛で製造される[55]。2021年度は9編成の車両更新が行われる[56]。2020年10月には新型車両の形式が6500形となることが発表され、翌11月に1編成が搬入されている[57]。導入時点では6500形には相鉄線直通対応設備は搭載しないものの、詳細な運行計画が決まっていく中で対応を行う可能性は考えられなくもないとし、将来的な対応工事も示唆している上に[48]、転落防止幌と相鉄用列車無線アンテナの台座が直通対応準備工事として用意されており[58]、6500形の相鉄線直通対応工事が完了次第、片乗り入れから相互乗り入れに切り替える予定となっている。
  - 既存の車両（6300形）も修繕工事の際に相鉄線直通対応工事（ATS-P取付工事など）を同時に施工する計画もあった[50]が、既存車両の8両増結を行うかどうかについては2022年2月時点では未定と報道されていた[48]ものの、その後6300形3次車の相鉄線直通対応工事計画は中止となった。
- 三田線は2019年4月の時点では東急新横浜線および相鉄線の両方との乗り入れを計画していたが、先に東急新横浜線側への乗り入れを先行して調整し[59]、その終了後に相鉄と東京都交通局との間で乗り入れ協議を実施した[60]。これに先立ち、都交通局では相鉄との相互乗り入れの準備として、「ダイヤ作成支援システム三田線 相鉄線乗入れ改修委託」を日立製作所と随意契約の上で見積をしていることが2020年12月に明らかとなった[61]。その後相鉄21000系第1編成が9月に東急に貸し出されて各種試験を実施し、10月に入って元住吉検車区や東急目黒線への入線試験を実施した後に、都交通局に又貸しした上で三田線にも入線試験を実施した。三田線入線試験実施期間中は志村車両検修場に留置していた[62]。2022年1月27日、正式に相鉄・東急新横浜線列車の三田線乗り入れを決定した（東急新横浜線は6両編成も混在。相鉄方面へは8両編成のみ）[報道 20]が、開業時点では自者車両の相鉄線内での運用はない[48]が、6500形のみは先述の通り乗り入れ対応準備工事がなされている。
- 東京都交通局が直通運転に関係する場合は、東京都の公式の発表で使用する表現について、一般的に用いられている「社局」を使用せずに「者」を使用しており、直通先各社の公式発表などについても「者」とする場合もある。

### 東京メトロ
- 南北線の駅設備等を改修し、2022年4月より順次8両編成列車の運転を開始[63]。
  - ただし、自社車両である9000系の8両化および相鉄線への直通対応工事は一部編成のみの実施とし[64][63]、その内容は先頭車および編成全体が1次車（および試作車）の編成で既にB修工事を実施済の第1編成より第8編成までは対象外となり、また対象外編成は従来通り6両編成のままで残して新横浜駅までの運用に留めるものの、編成全車が2次車以降となっている第9編成以降最終編成までは8両編成化を実施する予定で、6次車となる中間車15編成分30両を新たに製作し、B修工事の際にそれを挿入した上で相鉄線直通対応工事を実施する計画もあった[65]が、その後の計画変更で8両編成化は実施されたものの、相鉄線直通対応工事計画については中止となった。この8両編成化の中間車（6次車）は2021年10月8日に神戸市兵庫区の川崎車両兵庫工場から甲種輸送を実施した、第9編成に挿入する車両より順次落成・搬送されている[66]。
- 南北線は2019年4月の時点では東急新横浜線への乗り入れのみ検討している段階であったが、同年8月には相鉄線への乗り入れについても計画されている旨が毎日新聞社のページで報道され[67]、関係各所および東急や相鉄との協議も実施し、3月18日より東急車と相鉄車のみで乗り入れを開始した[64]。
- 副都心線でも、2023年3月より東急・相鉄新横浜線との直通運転を実施した[報道 20]。
- 2022年1月27日、正式に相鉄・東急新横浜線列車の南北線・副都心線乗り入れを決定した（東急新横浜線は6両編成も混在。相鉄方面へは8両編成および10両編成のみ）[報道 20]が、開業時点では自社車両の相鉄線内での運用はない[48]。

### 埼玉高速鉄道
- 埼玉高速鉄道は、8両編成列車運行に向けて、2019年4月に信号設備及びホームドアの増設などの工事を着工すると2019年3月26日に発表した。ただし、自社車両である2000系の8両化は2022年2月時点で計画されておらず[48]、当面の間は、2000系や東京メトロ9000系の一部編成とともに、6両編成の列車も運行するとしている[報道 24]。なお2022年4月より他社車両での8両編成運転を開始している。
- 埼玉高速鉄道線は2022年2月の時点で自社車両の乗り入れは東急新横浜線新横浜駅までとし自社車両の相鉄線内運行は行わないとしている。2019年発表の中期経営計画では1編成の増備計画を発表していた[68]が、2022年4月にその計画の一部が公開され、増備車両は2000系とは別の相鉄直通対応を準備工事ではなく本工事とした新型車両となることと、2000系の6両編成とは異なり8両編成にすること、川崎重工業製で自社オリジナルの2000系とは異なり、東京メトロ17000系の8両編成と設計を共通化する目的で新型車両は近畿車輌製にすることが発表された[69]。
- その後相鉄21000系第1編成が10月に東京メトロと埼玉高速鉄道に貸し出されて各種試験を実施し、南北線・埼玉スタジアム線にも入線試験を実施した。埼玉スタジアム線入線試験実施期間中は浦和美園車両基地に留置していた[70]。2022年1月27日、正式に相鉄・東急新横浜線列車の埼玉スタジアム線乗り入れを決定した（東急新横浜線は6両編成も混在。相鉄方面へは8両編成のみ）[報道 20]が、開業時点では自社車両の相鉄線内での運用はない[48]。

### 東武
- 東武鉄道では、当初は相鉄への直通計画を有していなかったが、2022年1月にこれまでの方針を一転させ、相鉄への相互直通実施を表明。「東海道新幹線へのダイレクトアクセスにより、東上線沿線の利便性が拡大し、沿線の活性化に繋がる」として、東急新横浜線及び相鉄線方面に東急車のみを使用した変則乗り入れとして乗り入れている[18]。2022年1月27日、正式に相鉄・東急新横浜線列車の東上線乗り入れを決定した[報道 20]が、開業時点では自社車両への相鉄直通対応工事は予定がない[48]。

### 西武
- 西武鉄道では横浜駅方面と比べ利用が少ないことが見込まれることなどを理由に、東急新横浜線及び相鉄線方面には乗り入れないこととなった[18]。

## 駅一覧
ここでは駅名およびキロ程のみ記載する。接続路線などの詳細は「相鉄新横浜線#駅一覧」・「東急新横浜線#駅一覧」を参照。
( ) 内は西谷からの営業キロ。
西谷駅 (0.0km) - 羽沢横浜国大駅 (2.1km) - 新横浜駅 (6.3km) - 新綱島駅 (9.9km) - 日吉駅 (12.1km)